# Ba (Stadt)
Ba ist eine Stadt in Fidschi auf der Insel Viti Levu. Sie ist der Hauptort der Provinz Ba, der bevölkerungsreichsten und flächenmäßig zweitgrößten der vierzehn Provinzen Fidschis.
Die Stadt ist 37 Kilometer von Lautoka und 62 Kilometer von Nadi entfernt. Sie hat eine Fläche von rund 327 Quadratkilometern. Sie wurde an der Mündung des Flusses Ba errichtet, von dem sie ihren Namen hat. Im Jahre 2007 hatte die Stadt 18.526 Einwohner. Für lange Zeit war Ba wegen seiner einspurigen Brücke und den daraus resultierenden Verkehrsproblemen bekannt. Diese alte Brücke wurde durch die Fluten in den 1990er-Jahren zerstört. Nach dem Unglück wurde eine Umgehungsstraße, die King’s Road, erbaut. Unterdessen wurde wieder eine Brücke erbaut, dieses Mal als zweispurige Brücke.
Ba ist ein Landwirtschaftszentrum, das überwiegend von Indo-Fidschianern bewohnt wird. Die Stadt ist ein Anziehungspunkt für Touristen. Zuckerrohr war lange das Rückgrat der lokalen Wirtschaft, aber in den letzten fünfzehn Jahren wurden viele Zuckerfabriken geschlossen. Ba wurde 1939 als Stadt eingetragen und wird von einem 15-köpfigen Stadtrat regiert, der aus seinen Reihen den Bürgermeister wählt. Bei den letzten Gemeindewahlen im  Jahre 2002, waren 14 der 15 Sitze von der „National Federation Party“ besetzt. Ein weiterer Sitz ging an einen unabhängigen Kandidaten. Der amtierende Bürgermeister ist Praveen Bala.
In der Stadt befindet sich der Govind Park, ein Sportstadion.